# Tabanera de Cerrato
Tabanera de Cerrato település Spanyolországban, Palencia tartományban. Tabanera de Cerrato Palenzuela, Baltanás, Herrera de Valdecañas, Villahán, Peral de Arlanza, Cobos de Cerrato és Antigüedad községekkel határos. Lakosainak száma 138 fő (2024).

## Népesség
A település népessége az elmúlt években az alábbi módon változott:
| Lakosok száma | 179  | 148  | 129  | 124  | 119  | 122  | 146  | 135  | 141  | 138  |
|               | 2001 | 2004 | 2007 | 2009 | 2012 | 2014 | 2017 | 2019 | 2022 | 2024 |